# ستاز ناير
ستاز ناير (بالإنجليزية: Staz Nair)‏ هو ممثل ومغني بريطاني. وهو معروف بأدواره في سلسلة إتش بي أو صراع العروش (2016–2019) ومسلسل ذا سي دبليو سوبرغيرل (2019–2021).

## وصلات خارجية
- ستاز ناير على موقع IMDb (الإنجليزية)
- ستاز ناير على موقع روتن توميتوز (الإنجليزية)
- ستاز ناير على موقع أول ميوزيك (الإنجليزية)
- ستاز ناير على موقع ديسكوغز (الإنجليزية)
- ستاز ناير على موقع قاعدة بيانات الفيلم (الإنجليزية)